# باميلا ستيوارت
باميلا ستيوارت (بالإنجليزية: Pamela Stewart)‏ هي كاتِبة وشاعرة أمريكية، ولدت في 1945 في South Hadley, Massachusetts ‏ في الولايات المتحدة.